# Jaroslav Kamenický
Jaroslav Kamenický (* 10. června 1975) je bývalý český fotbalový záložník a bývalý reprezentant ve futsalu.

## Fotbalová kariéra
V české lize hrál za Bohemians Praha. Nastoupil celkem v 31 utkáních a dal 1 gól. Ve druhé lize hrál za Bohemians Praha a FK Arsenal Česká Lípa, nastoupil v 60 utkáních a dal 2 góly.
Autor gólu desetiletí, kdy v září 1993 při utkání Bohemians Praha 1905–FC Slovan Liberec centroval od půlící čáry a jeho vysoký oblouček zapadl do brány. Bohemians i díky jeho gólu vyhráli 2:0. Kvůli vleklým zdravotním potížím musel skončit s vrcholovým sportem už ve 24 letech, prodělal dohromady 13 operací obou kolen.

## Futsalová kariéra
Získal mistrovský titul ve futsalu (s Bakovem nad Jizerou), stal se futsalistou roku a reprezentoval na evropském i světovém futsalovém šampionátu.

## Ligová bilance
| Ročník                          | Zápasy | Góly | Klub            |
| ------------------------------- | ------ | ---- | --------------- |
| 1. česká fotbalová liga 1993/94 | 17     | 1    | Bohemians Praha |
| 1. česká fotbalová liga 1996/97 | 8      | 0    | Bohemians Praha |
| Gambrinus liga 1999/00          | 6      | 0    | Bohemians Praha |
| CELKEM                          | 31     | 1    |                 |